# 竇夢徵
窦梦徵（9世纪？—931年10月4日），五代十国后梁、后唐官员，同州人。
窦梦徵年轻时苦心作文章，登进士第，历任校书郎，自拾遗召入翰林，充学士。后梁贞明年间，加两浙钱镠元帅之命。窦梦徵以钱镠无功于中原，兵柄不应虚授。梁末帝因他触犯时忌，将他贬授外任。不久，再召为学士。唐庄宗入汴州，窦梦徵以例贬至沂州，感梁末帝旧恩，作《祭故君文》纪念。窦梦徵擅长写笺启，编为十卷，称为《东堂集》。后来改任宿州。天成初年，入朝为中书舍人、翰林学士、工部侍郎。长兴二年八月二十乙亥，翰林学士、工部侍郎窦梦徵去世。赠礼部尚书。